# 艾伯特·怀特 (自行车运动员)
艾伯特·怀特（英語：Albert White，1890年2月19日—1965年3月1日），英国男子自行车运动员。他曾代表英国参加1920年夏季奥林匹克运动会自行车比赛，获得男子团体追逐赛银牌。